# Deposito sedimentario chevron di Fenambosy
Il deposito sedimentario chevron di Fenambosy è una delle quattro strutture di tale tipo della costa sud-occidentale del Madagascar. 
Raggiunge una quota massima di 186 metri sul livello del mare e penetra nella terraferma anche per 8 km..
Si compone principalmente di materiale prelevato dall'oceano, detriti dei fondali e anche resti di animali. Anche se i sedimenti che la compongono non sono stati esaminati direttamente, campioni prelevati nell'area contengono elevati livelli di nichel e di componenti magnetici connessi con ejecta derivanti da un impatto.
Si ritiene che i depositi sedimentari chevron come quello di Fenambosy siano la prova della realtà dei megatsunami causati da impatti di comete o di asteroidi sulla Terra.